# Dasyprocta punctata
Dasyprocta punctata é uma espécie de roedor da família Dasyproctidae.

## Distribuição
Pode ser encontrada na América Central, sul de México e noroeste da América do Sul. O táxon encontrado no noroeste da Argentina, Bolívia, este do Peru e sudoeste do Brasil, que alguns expertos consideravam subespécie D. p. variegata, é considerado como espécie diferente D. variegata, baseando-se principalmente na comparação das morfologias cranianas e também nos padrões de cor.

## Habitat
Vive principalmente em florestas a menos de 2.400 m de altitude.

## Caraterísticas
O comprimento de seu corpo varia de 42 a 62 cm; seu peso de 3 a 4,2 kg e são tipicamente avermelhadas, alaranjadas ou amareladas as vezes com a garupa preta com salpicos amarelos.